# بیست و یک (فیلم ۱۹۹۱)
بیست و یک (انگلیسی: Twenty-One) یک فیلم به کارگردانی دان بوید است که در سال ۱۹۹۱ منتشر شد. از بازیگران آن می‌توان به پتسی کنسیت اشاره کرد.